# Valhermoso de la Fuente
Valhermoso de la Fuente község Spanyolországban, Cuenca tartományban. Valhermoso de la Fuente Alarcón és Pozorrubielos de la Mancha községekkel határos. Lakosainak száma 59 fő (2024).

## Népesség
A település népessége az utóbbi években az alábbiak szerint változott:
| Lakosok száma | 56   | 46   | 42   | 57   | 43   | 62   | 49   | 57   | 46   | 59   |
|               | 2001 | 2004 | 2006 | 2009 | 2011 | 2014 | 2016 | 2019 | 2021 | 2024 |